# Juniper Springs
Pour les articles homonymes, voir Juniper (homonymie).

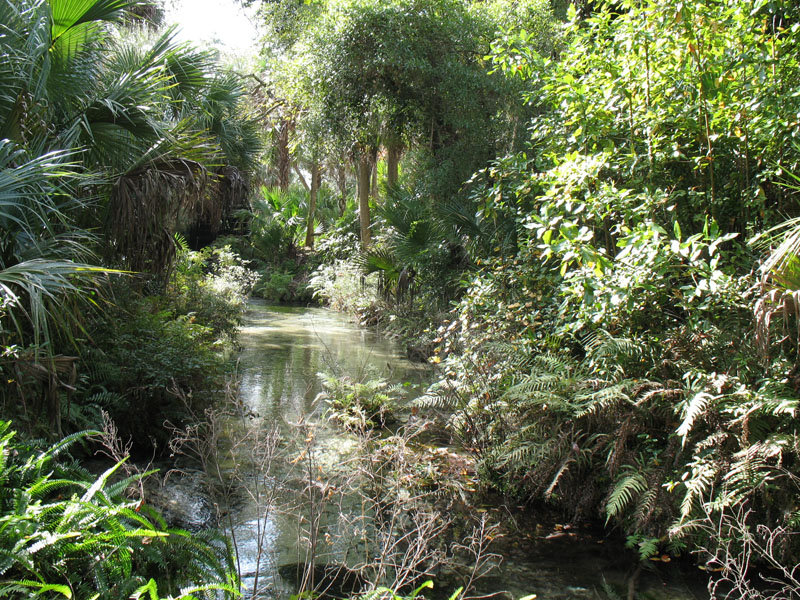

Juniper Springs est un site naturel du centre de la Floride, aux États-Unis d'Amérique. Il s'agit de l'un des lieux-dits les plus fréquentés de la forêt nationale d'Ocala, une forêt nationale.